# Make the Yuletide Gay
Make the Yuletide Gay é um filme de comédia romântica natalina estadunidense de 2009, escrito e dirigido por Rob Williams, sobre um estudante universitário gay assumido na escola, mas com medo de revelar sua orientação sexual aos pais. É estrelado por Keith Jordan como Gunn e Adamo Ruggiero como Nathan, namorado e colega de quarto de Gunn.

## Estreia
Make the Yuletide Gay estreou no Inside Out Toronto LGBT Film and Video Festival em 17 de maio de 2009.
Make the Yuletide Gay foi lançado em DVD em 10 de novembro de 2009.

## Trama
Olaf "Gunn" Gunnunderson, interpretado por Keith Jordan, é um universitário que tenta esconder que é gay aos pais durante as férias de inverno. Os pais, Anya e Sven, interpretados por Kelly Keaton e Derek Long, tentam empurrá-lo para a sua namorada de adolescência Abby, papel de Hallee Hirsh.
Contudo, seu namorado e colega de quarto, Nathan, interpretado por Adamo Ruggiero aparece sem avisar, Gunn decide manter o relacionamento em segredo.

## Elenco
Abaixo, está o elenco principal do filme:
- Keith Jordan como Olaf "Gunn" Gunnunderson;
- Adamo Ruggiero como Nathan;
- Kelly Keaton como Anya;
- Derek Long como Sven;
- Hallee Hirsh como Abby.

## Prêmios[1]
O filme recebeu alguns prêmios:
| Ano  | Festival                                          | Prêmio                 | Categoria |
| ---- | ------------------------------------------------- | ---------------------- | --- |
| 2009 | FilmOut San Diego                                 | Prêmio do Público      | Melhor Longa-Metragem de Narrativa; Melhor Atriz Coadjuvante para Kelly Keaton; Melhor Ator Coadjuvante para Derek Long |
| 2009 | Seoul LGBT Film Festival                          | Prêmio do Público      | Melhor Recurso |
| 2009 | Long Island Gay & Lesbian Film Festival           | Prêmio do Júri         | Melhor Filme Masculino                                                                                                  |
| 2009 | North Carolina Gay & Lesbian Film Festival        | Seleção Masculina      | |
| 2009 | Philadelphia QFest                                | Favorito do Festival   | |
| 2009 | Tampa International Gay and Lesbian Film Festival | Filme da Noite de Gala | |

## Livros
Em 2017, Rob Williams publicou o livro baseado no filme, Make The Yuletide Gay: The Novel. No ano seguinte, publicou a sequência Make The Yuletide Gay 2: The Novel.